# 马特林尚
马特林尚是巴西戈亚斯州的一个市镇。总面积1150.891平方公里，总人口5001人，人口密度4.3人/平方公里。